# Београдски Лицеј
Београдски Лицеј установљен је када је Лицеум Књажества сербског, као прва Висока школа у Србији, премештен из Крагујевца у Београд. Лицеум Књажества сербског отворен је октобра 1838. у Крагујевцу, а када је1841. престоница пресељена у Београд, пресељен је и Лицеум, поставши Београдски Лицеј. Смештен је у Конак кнегиње Љубице, где се налазио до 1863. када се сели у Капетан-Мишино здање и  прераста у Велику школу.

## Историјат
Кнез Милош Обреновић је 1. јула 1838. Указом основао Лицеј и продужио гимназијско школовање са четири на шест година. Министарство просвете је наредило да се прве године у новооснованом Лицеју предају следећи предмети: филозофија, општа историја, чиста математика, статистика, немачки језик и цртање. Предлог наставног плана одобрио је кнез Милош 18. септембра 1838. и редовна настава почела је 1. октобра. Први наставници били су професори Крагујевачке гимназије Петар Радовановић и Атанасије Тодоровић. Прве године постојао је само један — општи смер. Друге године је уведен и смер „филозофија“ и нови предмети: физика, практична геометрија и француски језик. Следеће, 1840. године, уведено је и православно одељење. Крагујевачка гимназија и Лицеј пресељени су у нове зграду тзв. „Гостински или Господар Јевремов конак“.
Први ректор Лицеја био је Атанасије Николић (1803—1882) који је почео са радом 3. октобра 1839. и предавао је математику на Лицеју до краја октобра 1842. када је дошло до смене династија на српском престолу. Атанасије Николић је написао прве уџбенике из математике за Лицеј и то:
- „Алгебра-устројена за употребљењие слишатеља философије у Лицеуму Књажевства Сербије“, 149 страна, појавила се 26. септембра 1839.
- „Елементарна геометрија-устројена за употребљеније слишатеља философије у Лицеуму Књажевства Сербије“, изашла 1841. године.

### Пресељење Лицеја у Београд
Године 1841, Лицеј добија и правно одељење. Исте године се на молбу професора сели у Београд где је у прво време био смештен у приватној кући, а од 1844. и Конаку кнегиње Љубице. Године 1845. формирана је збирка физичких инструмената (учила), за то је заслужан професор Вук Маринковић (1807—1859).
Међу првим професорима били су Исидор Стојановић (1808—1849), Константин Бранковић (1814—1865), Јован Рајић (1805—1856), Ђорђе Мушицки (1811—1887), Игњат Станимировић (1812—1878), Антоније Арнот (1808—1841), Јован Стерија Поповић (1806—1856).
Професори Лицеја били су и Јанко Шафарик (1814—1876), Ђуро Даничић (1825—1882), Матија Бан (1818—1903), Ђорђе Ценић (1825—1903), Коста Цукић (1826—1879), Алекса Вукомановић (1826—1859), Рајко Лешјанин (1825—1872), Јосиф Панчић (1814—1888), Панта Срећковић (1834—1903), Коста Јовановић (1832—1895).
Први професор хемије од 1853. био је Михаило Рашковић (1827—1872).
Законом од 1844. заслугом Јована Стерије Поповића реформисана је настава у Србији, тада је утврђен ранг и место Лицеја (или „Великог училишта“) у школском систему. Године 1853. Лицеј је поново реорганизован и добија три одсека — Правни, Јестаствено-технички и Општи (уместо првобитног Филозофског).
За 25 година кроз Лицеј је прошло 1216 слушалаца, узраста 17–22 године. Број лицејаца кретао се овако:
- 1843 — 24[5]
- 1847/48 — 60
- 1848/49 — 52
- 1849/50 — 34
- 1850/51 — 52
- 1857/58 — 40[5]

У оквиру Лицеја је на Видовдан 1847. основана Дружина младежи српске. Постојала је до 1851. када је укинута јер је Министарство просвете на захтев Државног савета забранило њен рад. За то време кроз Дружину младежи српске прошло је око 60 лицејаца. Залагали су се за Вукову реформу, објављивали су своје књижевне саставе у „Подунавки“, „Србским новинама“, „Војвођанки“ и календару „Шумадинац“.
Лицеј је 1863. године смештен у Капетан-Мишино здање и претворен у Велику школу, након доношења Закона о устројству Велике школе (академије). Овим поступком је дотадашња функција Лицеја, образовање високих чиновника, замењена новом — образовањем научног кадра. 1905. године је Велика школа прерасла у Београдски универзитет.

## Ректори
Ректори Лицеја у периоду 1838–1863. били су:
- 1839/40. — Атанасије Николић
- 1840/41. — Исидор Стојановић
- 1841/42. — Константин Бранковић
- 1842/43. — Гаврило Поповић
- 1843/44. — Игњат Станимировић
- 1844/45. — Сергије Николић
- 1845/46. — Исидор Стојановић (2. пут)
- 1846/47. — Константин Бранковић (2. пут)
- 1847/48. — Јанко Шафарик
- 1848/49. — Сава Јовшић
- 1849/50. — Емилијан Јосимовић
- 1850/51. — Вук Маринковић
- 1851. (јул–август) — Коста Цукић
- 1851/52. — 1852/53. — Константин Бранковић (3. пут)
- 1853/54. — 1855/56. — Рајко Лешјанин
- 1856/57. — 1858/59. — Вук Маринковић (2. пут)
- 1859/60. — 1862/63. — Константин Бранковић (4. пут)

## Галерија — професори Лицеја
- Атанасије Николић
- Јован Стерија Поповић
- Ђуро Даничић
- Јосиф Панчић
- Матија Бан
- Михаило Рашковић
- Коста Цукић
- Панта Срећковић
- Владимир Јакшић
- Димитрије Нешић
- Љубомир Ненадовић
- Димитрије Матић

## Обележавање почетка високог школства у Србији
Године 2011, на Дан Универзитета у Крагујевцу који се обележава 21. маја, откривен је споменик Атанасију Николићу, првом ректору прве Високе школе у Србији - Лицеја у Крагујевцу. Дело је академског вајара Николе Коке Јанковића, почасног доктора наука Универзитета у Крагујевцу.